# Potamotrygon brachyura
Potamotrygon brachyura (Syn.: Trygon brachyurus) ist der größte Vertreter der in Südamerika lebenden Süßwasserstechrochen. 

## Verbreitung
Die Art kommt in großen, langsam fließenden Flüssen in Nordost-Argentinien, Uruguay, Paraguay und Brasilien vor. Sie ist vornehmlich im Flusssystem des Río de la Plata, im Mittellauf des Río Paraná, Río Paraguay und Rio Cuiabá verbreitet. Der dichteste Bestand findet sich im Mittellauf des Río Uruguay und im Rio Paraná. P. brachyura hält sich bevorzugt in Lagunen, Altwassern und vor Sandbänken auf.

## Beschreibung
Potamotrygon brachyura besitzt kleine Augen und eine nahezu kreisrunde Gestalt. Der mit einem giftigen Stachel bewehrte Schwanz ist kurz und muskulös. Die Körperscheibe erreicht einen maximalen Durchmesser von 95 Zentimeter. Das Maximalgewicht des Rochens liegt bei 200 Kilogramm. Der Rücken ist auf meist hell- bis dunkelbraunem Grund von einem schwarzen polygonalen Netzmuster überzogen.

## Lebensweise
Über die weit verbreitete Art ist nur relativ wenig bekannt. Ihre Lebensweise ist an den Wasserstand der großen Ströme angepasst: Im Río Paraná zeigen die Rochen bei Niedrigwasser in den Monaten August und September und bei ansteigendem Hochwasser in den Monaten März und April Wanderverhalten. In der Periode zwischen Oktober und November können sie von Fischern leicht in der Ufervegetation ausgemacht und harpuniert werden. Die Reproduktionsrate der Tiere ist niedrig. Potamotrygon brachyura ist ovovivipar. Ein Weibchen kann bis zu 19 voll entwickelte Jungfische auf die Welt bringen. Die nur langsam heranwachsenden Jungfische ernähren sich zunächst von kleinen wirbellosen Tieren, später von Weichtieren, Krebstieren und kleinen Fischen. Erwachsene Tiere liegen oft bewegungslos und gut getarnt in flachen Uferregionen auf dem Sandboden und lauern auf Beutetiere.

## Systematik
Die Rochenart wurde 1880 durch den deutschen Zoologen Albert Günther unter der Bezeichnung Trygon brachyurus erstmals wissenschaftlich beschrieben. Später wurde sie der Gattung Potamotrygon zugeordnet. Wie eine Mitte 2021 veröffentlichte Untersuchung über die Verwandtschaft der Süßwasserstechrochen ergab, ist die Art jedoch die Schwesterart der Gattung Plesiotrygon und müsste deshalb entweder dieser Gattung zugeordnet werden oder in eine eigene Gattung gestellt werden.

## Wirtschaftliche Bedeutung
Trotz seines wohlschmeckenden Fleisches wird er wenig gefangen. Als beste Fangzeit gelten die Monate Dezember bis April. Obwohl der Export der Süßwasserrochen aus Brasilien illegal ist, sind Jungtiere vereinzelt im Aquarienhandel erhältlich. Dabei handelt es sich zumeist um Wildfänge. In Gefangenschaft gilt die Nachzucht als schwierig.

## Beziehung zu Menschen
Am Río Paraná ist Potamotrygon brachyura lokal von Fischern und Badenden gefürchtet. Durch seine an die Umgebung angepasste Körperfärbung kann er im trüben Wasser nur schwer ausgemacht werden. Fühlt er sich bedroht, so setzt er sich zur Wehr. Mit Schlägen seines Schwanzes kann er schwere Verletzungen hervorrufen. Werden Arterien getroffen, können diese auch tödlich sein. Außerdem enthält sein Schleim Toxine und kann, in die Wunde eingebracht, zu bakteriellen Infektionen und schlimmstenfalls zu Wundbrand führen.

## Gefährdungsstatus
Der Lebensraum von Potamotrygon brachyura ist zunehmend durch Verschmutzung und Dammbau für hydroelektrische Anlagen bedroht. Thermalbäder in Uruguay werden oft mit Heißwasser gereinigt und dieses wird dann in Flüsse eingeleitet, was bei der Art zum Hitzeschock führen kann.